# Nils Arne Eggen
Nils Arne Eggen (født 17. september 1941 i Orkdal, Norge, død 19. januar 2022) var en norsk fodboldspiller (forsvarer) og -træner, kendt for sin lange periode som træner for Rosenborg.
Eggen spillede 29 kampe for Norges landshold i perioden 1963-1969. På klubplan repræsenterede han Vålerenga og Rosenborg, og vandt det norske mesterskab med begge klubber.
Som træner stod Eggen over en periode på 40 år i spidsen for Rosenborg i hele 23 år. Han førte klubben til intet mindre end 14 norske mesterskaber og seks pokaltitler, i en periode hvor holdet desuden kvalificerede sig til Champions League adskillige gange. Hele syv gange vandt han Kniksenprisen som Årets træner i Norge. Han trænede også i en periode det norske landshold.
Eggen er far til en anden norsk landsholdsspiller og træner, Knut Torbjørn Eggen, der begik selvmord i 2012.